# Последнее испытание (мюзикл)
«Последнее испытание» — российский фэнтези-мюзикл по мотивам серии книг «Сага о копье», сочетающий в себе элементы жанра фэнтези и рок-оперы. Был впервые частично презентован на Зилантконе в 1998 году. Первые 2 части (из четырёх) были выпущены в январе 2009 года сетевым релизом. Третья часть была выпущена 25 мая 2009 года тем же способом. Четвёртая, финальная, часть выпущена 31 декабря 2009 года. На данный момент существует не только в формате альбома, но и в форме постановки расширенной версии на сцене, а также в версии фильма-постановки и фильма-спектакля гастрольной версии. Премьера полноценного мюзикла состоялась 13 апреля 2014 года.
Записан на студии «Saruman Records».
Издан на CD компанией «Перекрёсток рекордс».
Обложки — Марина Красильникова.
Буклет — Екатерина Белецкая.
Театральные постановки — театр-студия Lege Artis, RIFGroup (Р. Герасименко)

## Аннотация
Желая стать всесильным Богом, тёмный маг устремляется к Бездне. Именно там таится абсолютная власть над всем сущим. Понимая, что в одиночку Врата ему не отворить, он просит помощи у светлой жрицы и у своего брата-близнеца. В пути героев ждёт проверка на прочность их чувств и веры. Однако самое последнее испытание ожидает их впереди.

## Авторы
- Композитор: Антон Круглов;
- Автор текста: Елена Ханпира[3];
- Режиссёры-постановщики первой театральной версии:Полина Меньших, Руслан Герасименко;
- Балетмейстер первой театральной версии: Полина Меньших;
- Режиссёры первого фильма-спектакля: Руслан Герасименко, Сергей Смолин.

## Исполнители ролей

#### Аудиоверсия
- Астинус — летописец — Владимир Антоник, актёр театра и кино
- Такхизис — богиня тьмы — Наталья О′Шей (Хелависа), лидер группы «Мельница»
- Крисания — светлая жрица — Елена Ханпира (Мириам), лидер группы «Тол Мириам»
- Рейстлин — чародей — Антон Круглов (Саруман)
- Карамон — брат чародея — Роман Сусалёв
- Король-жрец — Фёдор Воскресенский (группа «Тинтал»)
- Даламар — ученик чародея — Влад Стекунов
- Пар-Салиан — верховный маг — Никита Коледин, режиссёр театра «Тампль»
- Стражник в тюрьме — Павел Румянцев (группа «Тол Мириам»)
- Соблазнительница в «Кошмарах» — Ирина Круглова (Айрэ)
- Детские голоса в «Кошмарах» — Варвара Круглова, некто Аркадий

#### Предпремьера/видеоверсия (Полина Меньших, 2014 год)
- Чародей — Антон Круглов / Руслан Герасименко / Евгений Егоров (группа «Эпидемия»)
- Богиня тьмы — Вера Зудина
- Крисания — Виктория Григорьева / Елена Ханпира / Елена Минина
- Карамон, брат чародея — Роман Сусалев / Данила Жиляев
- Тика, жена Карамона — Ирина Круглова
- Король-жрец — Алексей Толстокоров
- Скрипка — Александра Афанасьева
- Режиссёр-постановщик, балетмейстер — Полина Меньших
- Танцовщики, миманс

#### Стационарная постановка Полины Меньших (2014—2016)
- Рейстлин — Антон Круглов / Руслан Герасименко / Евгений Егоров (группа «Эпидемия»)
- Крисания — Виктория Григорьева / Елена Ханпира / Елена Минина
- Карамон — Роман Сусалев / Данила Жиляев / Андрей «Andy Vortex» Лобашев (вокалист группы «Arida Vortex» (до 2017))
- Король-жрец — Алексей Толстокоров
- Тика, жена Карамона — Ирина Круглова (Айрэ) / Анастасия Чумакова / Ирина Машинистова
- Даламар — Алексей Мальков / Руслан Герасименко / Сергей Петушков / Сергей Смолин / Юрий Мелисов (группа «Эпидемия») / Антон Круглов (Саруман)
- Пар-Салиан — Алексей Мальков / Данила Жиляев / Никита Коледин, режиссёр театра «Тампль»
- Такхизис — Вера Зудина / Галина Шиманская
- Соблазнительница в «Кошмарах» — Анастасия Чумакова / Елена Минина) / Ирина Машинистова / Виктория Григорьева / Елена Ханпира
- Детские голоса в «Кошмарах» — Алексей Мальков / Руслан Герасименко / Сергей Смолин / Сергей Петушков
- Летописец — Алексей Мальков / Юрий Мелисов (группа «Эпидемия»)
- Режиссёр-постановщик, балетмейстер — Полина Меньших
- Танцовщики, миманс

#### Гастрольная постановка Руслана Герасименко (2015—2017)
- Король-жрец — Фёдор Воскресенский, лидер группы «Тинтал» / Алексей Толстокоров / Денис Давыдов
- Рейстлин — Руслан Герасименко / Евгений Егоров (группа «Эпидемия»)
- Крисания — Елена Ханпира (Мириам), лидер группы «Тол Мириам» / Дарья Бурлюкало
- Карамон — Дмитрий Дьяченко / Евгений Аксёнов
- Даламар — Сергей Смолин / Руслан Герасименко / Евгений Аксёнов
- Пар-Салиан — Олег Зимин / Денис Давыдов / Дмитрий Дьяченко
- Такхизис — Дарья Бурлюкало / Вера Зудина
- Соблазнительница в «Кошмарах» — Александра Штолина / Софья Джалилова / Вера Зудина
- Розамун, мать близнецов (была в первых спектаклях, позже от этого персонажа отказались) — Софья Джалилова / Вера Зудина
- Режиссёр-постановщик — Руслан Герасименко

#### Видеоверсия спектакля (Полина Меньших) (2016 год)
- Рейстлин — Евгений Егоров (группа «Эпидемия»)
- Крисания — Елена Минина
- Карамон — Андрей «Andy Vortex» Лобашев (вокалист группы «Arida Vortex» (до 2017))
- Король-жрец — Алексей Толстокоров
- Тика, жена Карамона — Ирина Круглова (Айрэ)
- Даламар — Антон Круглов (Саруман)
- Пар-Салиан — Никита Коледин, режиссёр театра «Тампль»
- Такхизис — Вера Зудина
- Соблазнительница в «Кошмарах» — Анастасия Чумакова
- Детские голоса в «Кошмарах» — Алексей Мальков
- Летописец — Юрий Мелисов (группа «Эпидемия»)
- Режиссёр-постановщик, балетмейстер — Полина Меньших
- Танцовщики, миманс

#### Фильм-спектакль (Руслан Герасименко) (2017 год)
- Рассказчик/Король-жрец — Фёдор Воскресенский, лидер группы «Тинтал»
- Рейстлин — Руслан Герасименко
- Крисания — Елена Ханпира (Мириам), лидер группы «Тол Мириам»
- Карамон — Евгений Аксёнов
- Даламар — Сергей Смолин
- Пар-Салиан — Олег Зимин
- Такхизис — Дарья Бурлюкало
- Режиссёр-постановщик — Руслан Герасименко
- Режиссёр видеоверсии — Сергей Смолин
- Балетмейстер-постановщик — Павел Ивлев

#### Стационарная постановка Руслана Герасименко (2018—2022)
- Рейстлин, чародей — Андрей Бирин / Евгений Егоров / Руслан Герасименко/ Ярослав Баярунас
- Крисания, светлая жрица — Елена Бахтиярова / Елена Минина / Елена Ханпира / Дарья Январина
- Карамон, воин, брат-близнец Рейстлина — Ростислав Колпаков / Руслан Герасименко
- Такхизис, богиня тьмы — Вера Зудина / Дарья Бурлюкало / Анастасия Макеева
- Король-жрец, правитель Истара — Фёдор Воскресенский / Алексей Толстокоров
- Даламар, ученик чародея — Сергей Смолин / Ярослав Баярунас / Александр Казьмин / Андрей Сунцов / Руслан Герасименко / Павел Стукалов
- Пар-Салиан, архимаг — Олег Зимин / Денис Давыдов / Фёдор Воскресенский / Алексей Толстокоров / Станислав Мошкин / Руслан Герасименко
- Розамун, мать близнецов — Елена Ханпира / Вера Зудина / Ирина Круглова / Дарья Бурлюкало / Елена Минина / Дарья Январина
- Тика, жена Карамона / Соблазнительница(Суккуб) — Александра Штолина / Ирина Круглова / Елена Ханпира / Дарья Бурлюкало
- Смерть — Наталья Плотвинова / Анастасия Дорохова
- Режиссёр-постановщик — Руслан Герасименко
- Художник-постановщик — Злата Цирценс[4]
- Балетмейстер-постановщик — Павел Ивлев
- Балет — Дина Волкова, Сергей Иванов, Наталья Ишкова, Наталья Можайцева, Василий Мусихин, Александр Палкин, Александр Сачков, Мария Шаргатова
- Ансамбль — Наталья Плотвинова, Константин Поркарь, Александра Дорохова, Андрей Сунцов, Ярослав Баярунас
- Музыкальный руководитель — Ольга Зрилина

#### Концертная версия мюзикла в постановке театра «Вита» (Постановка Полины Нахимовской, 8 марта 2023
- Рейстлин, чародей — Евгений Егоров / Максим Раковский
- Крисания, светлая жрица — Вилена Соколова / Дарья Бурлюкало
- Карамон, воин, брат Рейстлина — Ростислав Колпаков / Александр Рычков
- Такхизис, богиня Тьмы — Вера Зудина / Дарья Бурлюкало
- Астинус, бессмертный летописец — Роман Пармонов
- Король-жрец, правитель Истара — Святослав Беседин
- Даламар, ученик чародея — Михаил Сидоренко
- Пар-Салиан, архимаг — Карлен Кардашян
- Тика, жена Карамона — Екатерина Бусыгина
- Соблазнительница (Суккуб) — Анна Рейнолдс
- Кошмар — Влад Ясинский
- Режиссёр-постановщик — Полина Нахимовская
- Главный хореограф — Александр Крапивин

#### Постановка Дарьи Январиной в театре «Этериус» (2023, 2024)
- Рейстлин, чародей — Максим Раковский / Александр Казьмин / Андрей Бирин / Ярослав Баярунас / Евгений Егоров
- Крисания, светлая жрица — Ирина Демидова / Елена Бахтиярова / Дарья Январина / Елена Минина
- Карамон, воин, брат Рейстлина — Данила Жиляев / Андрей Школдыченко / Ростислав Колпаков / Кирилл Гордеев / Роман Сусалёв / Константин Скрипалёв / Андрей Лобашёв
- Такхизис, богиня тьмы — Ксения Спиридонова / Галина Шиманская / Дарья Бурлюкало / Агата Вавилова / Эльмира Диваева
- Король-жрец, правитель Истара — Михаил Сидоренко / Алексей Толстокоров / Павел Пламенев / Александр Хананин
- Даламар, ученик чародея — Александр Казьмин / Эмиль Салес / Евгений Градусов / Ярослав Баярунас / Михаил Обручев (Пак) (театр «Лориэн», Казань) / Максим Раковский
- Пар-Салиан, архимаг — Александр Хананин / Денис Давыдов / Данила Поляков / Денис Лаврентьев / Алексей Толстокоров / Александр Конюхов (театр «Лориэн», Казань)
- Тика, жена Карамона / Соблазнительница (Суккуб) — Софико Кардава / Ксения Спиридонова / Дарья Воробьева / Рипсиме Гюлезян
- Режиссёр — Дарья Январина
- Консультант — Ярослав Баярунас
- Аранжировщик — Олег Маркелов
- Хореограф — Иван Межевикин
- Постановщик боёв — Андрей Вистинь

#### Постановка Полины Нахимовской (с 2023 - наше время)
- Рейстлин, чародей — Евгений Егоров / Александр Рычков
- Крисания, светлая жрица — Вилена Соколова / Дарья Бурлюкало
- Карамон, воин, брат Рейстлина — Александр Рычков / Ростислав Колпаков
- Такхизис, богиня тьмы — Ирина Потехина / Дарья Бурлюкало / Вера Зудина
- Астинус, бессмертный летописец / Ведущий игры — Эдриан Бернада
- Король-жрец, правитель Истара — Святослав Беседин
- Даламар, ученик чародея — Михаил Сидоренко / Максим Раковский
- Пар-Салиан, архимаг — Александр Хананин / Александр Белчев
- Тика, жена Карамона — Екатерина Бусыгина
- Соблазнительница (Суккуб) — Ольга Годунова / Ирина Потехина
- Кошмар — Влад Ясинский
- Игрок — Максим Раковский / Александр Рычков / Роман Графов
- Режиссёр-постановщик — Полина Нахимовская
- Хореографы — Александр Крапивин, Екатерина Абрамова
- Постановщик боёв — Антон Захаров

#### Концертная версия театра «Этериус», реж. Михаил Сидоренко (2024 - наше время)
- Рейстлин, чародей — Евгений Егоров / Максим Раковский / Александр Казьмин / Руслан Герасименко
- Крисания, светлая жрица — Елена Минина / Ирина Демидова / Дарья Воробьёва
- Карамон, воин, брат Рейстлина — Андрей Лобашев / Данила Жиляев / Константин Скрипалёв / Сергей Смолин
- Такхизис, богиня тьмы — Галина Шиманская / Дарья Бурлюкало
- Король-жрец, правитель Истара — Алексей Толстокоров / Михаил Сидоренко / Александр Хананин
- Даламар, ученик чародея — Евгений Градусов / Александр Казьмин / Андрей Антипов
- Пар-Салиан, архимаг — Александр Хананин / Денис Лаврентьев / Данила Поляков
- Тика, жена Карамона / Соблазнительница (Суккуб) — Софико Кардава / Тария Батурина / Рипсимэ Гюлезян
- Режиссёр — Михаил Сидоренко
- Аранжировщик — Олег Маркелов
- Хореограф — Иван Межевикин
- Постановщик боёв — Андрей Вистинь

#### Постановка Василия Заржецкого (2024 - наше время)
- Рейстлин, чародей — Антон Авдеев / Александр Казьмин / Ростислав Колпаков / Максим Раковский/
- Крисания, светлая жрица — Евдокия Малевская / Вилена Соколова /
- Карамон, воин, брат Рейстлина — Ростислав Колпаков / Сергей Смолин
- Такхизис, богиня тьмы — Галина Шиманская / Елена Газаева / Дарья Бурлюкало / Софико Кардава
- Король-жрец, правитель Истара — Александр Хананин / Андрей Школдыченко / Михаил Сидоренко
- Даламар, ученик чародея — Максим Раковский / Максим Клестов / Евгений Градусов
- Пар-Салиан, архимаг — Григорий Захарьев / Александр Хананин /
- Тика, жена Карамона — Софико Кардава / Рипсиме Гюлезян
- Инквизитор — Евгений Градусов / Никита Кучихидзе
- Настоятельница — Юлия Беляк
- Красный маг(возможно Юстариус, глава Красных Мантий) — Александр Сачков
- Режиссёр — Василий Заржецкий
- Креативный продюсер — Михаил Климанов
- Аранжировщик — Олег Маркелов
- Хореограф — Александр Крапивин
- Постановщик боёв — Андрей Вистинь
- Художник по костюмам — Полина Зинич
- Ансамбль — Никита Кучихидзе, Александр Сачков, Артём Пургин, Станислав, Баксараев, Юлия Беляк, Виктория Крат, Евгения Лучникова, Зарина Слепцова

## Музыканты
- Клавишные, вокал, композитор, запись, аранжировка, сведение — Антон Круглов
- Ударные — Дмитрий Фролов, Дмитрий Кривенков
- Соло-гитара — Александр Петухов, Сергей Седых
- Скрипка — Александра Афанасьева

## Список композиций
1 часть — «Тьма и Свет» (28 минут)
1. «Ария чародея» (вокал — Антон Круглов)
2. «Сон чародея» (вокал — Наталья О’Шей)
3. «Ссора братьев» (вокал — Антон Круглов, Роман Сусалёв)
4. «Молитва» (вокал — Елена Ханпира, хор)
5. «Встреча у летописца» (вокал — Антон Круглов, Елена Ханпира)
6. «Игра с огнём» (вокал — Елена Ханпира, бэк-вокал Антон Круглов, Наталья О’Шей)
7. «Возвращённое письмо» (вокал — Роман Сусалёв)
8. «Конклав магов» (вокал — Никита Коледин, Влад Стекунов, хор)
9. «Я дам тебе имя» (вокал — Антон Круглов)

2 часть — «Всё во имя веры» (26 минут)
1. «Ария Короля-жреца» (вокал — Фёдор Воскресенский, хор)
2. «Восторг» (вокал — Елена Ханпира)
3. «Прокурор» (вокал — Антон Круглов)
4. «Всё во имя веры» (вокал — Фёдор Воскресенский, хор)
5. «Спор Крисании и Короля» (вокал — Елена Ханпира, Фёдор Воскресенский, хор)
6. «О братстве» (вокал — Роман Сусалёв)
7. «Гладиатор» (вокал — Антон Круглов, Фёдор Воскресенский, хор)
8. «Арена» (инструментал)
9. «Месса» (вокал — Фёдор Воскресенский)
10. «Плач Крисании» (вокал — Елена Ханпира)
11. «Легенда о Вратах» (вокал — Наталья О’Шей)

3 часть — «Легенда о Вратах» (29 минут)
1. «Примирение братьев» (вокал — Антон Круглов, Роман Сусалёв)
2. «Армия чародея» (вокал — Антон Круглов, Роман Сусалёв)
3. «Победа» (вокал — Роман Сусалёв)
4. «Детство чародея» (вокал — Антон Круглов, Елена Ханпира)
5. «Соблазнение» (вокал — Антон Круглов, Елена Ханпира)
6. «О любви» (вокал — Антон Круглов, Наталья О’Шей, Роман Сусалёв)
7. «Колыбельная» (вокал — Роман Сусалёв)
8. «Присяга» (вокал — Елена Ханпира)
9. «Испытание огнём» (вокал — Антон Круглов, Елена Ханпира)

4 часть — «Властелин ничего» (32 минуты)
1. «Встреча с Такхизис» (вокал — Антон Круглов, Наталья О’Шей)
2. «Изида под покрывалом» (вокал — Наталья О’Шей, Елена Ханпира)
3. «Кошмары» (вокал — Ирина Круглова, Варвара Круглова, некто Аркадий)
4. «Танго со Смертью» (вокал — Наталья О’Шей)
5. «Жертва» (вокал — Елена Ханпира)
6. «Отречение» / «Легенда чародея» (вокал — Антон Круглов)
7. «Бессмысленно, как всякая жестокость» (вокал — Елена Ханпира)
8. «Властелин ничего» (вокал — Антон Круглов, Наталья О’Шей)

Альтернативный финал (на дисках не издавался)
1. «Карамон в Утехе» (вокал — Роман Сусалёв)
2. «Клинок» (вокал — Роман Сусалёв)
3. «Битва близнецов» (вокал — Антон Круглов, Роман Сусалёв, бэк-вокал — Наталья О’Шей)
4. «Беги, мой брат» (вокал — Антон Круглов)
5. «Судьба» (вокал — Антон Круглов, Елена Ханпира)

## Сюжет

### 1. «Тьма и Свет»
Тёмный маг Рейстлин Маджере принимает решение спуститься в Бездну и победить там Такхизис, богиню тьмы. Брат-близнец главного героя, Карамон, пытается уговорить его остаться, но Рейстлин не оставляет своего замысла. Светлая жрица Крисания предлагает ему встречу у летописца Астинуса, намереваясь отговорить мага от планов. Во время встречи Рейстлин предлагает Крисании идти за ним, чтобы иметь возможность исполнить волю её бога Паладайна. После этого Рейстлин отбывает. Крисания чувствует, что должна отправиться в путь — во-первых, она не оставляет надежду привести чёрного мага в лоно церкви Паладайна, во-вторых, чувствует пробуждающуюся любовь. В пути до Башни высшего волшебства её сопровождает Карамон. Тем временем конклав магов посылает ученика Рейстлина, Даламара, убить своего учителя. Тот напоминает о древнем манускрипте, в котором сказано, что помешать чёрному магу открыть Врата Бездны может только жрец Паладайна. Решением конклава Даламар отправляет явившуюся к ним Крисанию вместе с Карамоном в город Истар, вслед за Рейстлином. Никто из конклава не знает, что Даламар делает это по поручению самого Рейстлина, которому требуется светлая жрица, чтобы открыть Врата.

### 2. «Все во имя веры»
Крисания прибывает в Истар и восторгается городом. Рейстлин рассказывает ей о настоящем положении дел — все нечеловеческие расы истребляются, все несогласные с политикой Короля-жреца брошены в тюрьмы, а народ превращён в религиозных фанатиков. Крисания сначала не хочет верить, но потом слышит проповедь Короля-жреца, который собирается проливать кровь во имя веры и добра. Она прилюдно осуждает его, и он приказывает бросить её в темницу, где уже сидит Карамон, попавший туда за то, что искал своего брата, тёмного мага. Король-жрец объявляет, что ищет воина, который вступит во имя веры в бой против огромного минотавра. Рейстлин спускается в темницу и находит там Карамона, предлагая Королю-жрецу именно его в качестве гладиатора. Карамон отказывается от боя, и Рейстлин как советник Короля-жреца предлагаем ему вывести на арену Крисанию. Карамон бросается защищать девушку и сражает монстра. Король-жрец объявляет это знаком того, что Паладайн благословил их, и начинает великую мессу, отпустив на волю Карамона и Крисанию. Паладайн, разгневанный нечестивыми требованиями Короля-жреца, обрушивает на Истар огненный дождь, сжигая его дотла. Рейстлин спасается вместе с Карамоном и Крисанией, которая, глядя на кару Паладайна, понимает, что Рейстлин был прав.

### 3. «Легенда о Вратах»
Карамон обвиняет брата в предательстве и собирается вернуться домой, но Рейстлин просит его о помощи и убеждает остаться. Рейстлин раскрывает Крисании правду о своей ненависти к Такхизис: тёмная богиня погубила мать чародея, и он вовсе не собирается выпускать её в мир, наоборот, жаждет её уничтожить. Вторые Врата находятся в Замане, на территории гномов; армия, собранная чародеем и возглавляемая его братом-воином, с боем берёт Заман. Победив без помощи брата, Карамон обретает уверенность в себе. Тем временем Рейстлин пытается соблазнить Крисанию, но в процессе теряет над собой контроль и влюбляется. Такхизис вмешивается в свидание Рейстлина и Крисании, манипулируя магом и искушая его отказаться от своей цели ради любви. Испуганный своей слабостью, Рейстлин отталкивает Крисанию и кричит, что нуждается только во власти, отрекаясь от любви и братской привязанности. Карамон, услышав его слова, понимает, что обманывал себя, не желая видеть истинные цели брата, и уходит. Жрица убеждена, что недостойна целеустремлённого мага, и клянётся доказать свою любовь, спустившись в Бездну. Крисания и Рейстлин открывают Врата и спускаются в Бездну.

### 4. «Властелин ничего»
В Бездне мага и жрицу встречает Такхизис, готовая вырваться на свободу. В благодарность за освобождение она предлагает Рейстлину место в своей свите, но он хочет большего и бросает ей вызов. Чародей выходит победителем из битвы с легионами тьмы, но не может справиться с кошмарами из своего детства, насланными Такхизис. Обессиленный Рейстлин оказывается на краю гибели, и Крисания спасает его силой своей любви, сама при этом попадая под удар богини тьмы. Раненая и ослеплённая, Крисания просит Рейстлина провести с ней последние минуты. Однако маг верит: чтобы стать богом, он должен отречься от сострадания и своей любви к Крисании. Он уходит, оставляя жрицу умирать в одиночестве. Рейстлин одного за другим побеждает всех богов Кринна, увеличивая своё могущество, но мир при этом гибнет. Оставшись в полном одиночестве на руинах погибшего мира, Рейстлин, наконец, познает истину: то, что он считал постыдной слабостью, на самом деле необходимо для сотворения нового мира, ведь Бог, лишенный сердца, не способен созидать.

### 5. Альтернативный финал
Вернувшийся домой Карамон застаёт начало коллапса мира и узнаёт, что его жена погибла. Он понимает, что брата надо остановить любой ценой, и при помощи летописца Астинуса перемещается во времени в прошлое, попав в Бездну, где Рейстлин только готовится расправиться с Такхизис. Карамону удаётся показать Рейстлину, чем обернётся его победа. Поражённый увиденным, маг жертвует собой, чтобы спасти Крисанию и Карамона. Он запирает Врата изнутри, оставшись во власти разъярённой Такхизис. Спустя 20 лет всеми забытый Рейстлин возвращается из Бездны и приходит к Крисании, которая ждала его возвращения все эти годы.

## История создания
В 1996 году на ролевой игре по мотивам «DragonLance» Елена Ханпира, будущий автор либретто мюзикла «Последнее испытание», впервые пробует себя в роли Крисании. К следующей игре в 1998 году Елена сочиняет песню «Судьба» (своеобразное послесловие зарождающегося мюзикла) и знакомится с Антоном Кругловым, будущим композитором мюзикла, который играет роль Рейстлина. В это время он работает над песней «Холодная, как сталь». В ходе совместного творчества рождаются 3 первые арии проекта: «Ария чародея», «Соблазнение» и «Судьба», которые исполняются Антоном и Еленой в том же году на фестивале «ЗилантКон». Изначально авторами задумывается цикл песен про Рейстлина и Крисанию, в ходе работы над ним приходит решение создать полноценный мюзикл.
В первые месяцы Елена пишет несколько текстов песен (около 10), Антон создаёт музыку к трём из них. К 2000 году были сделаны шесть сцен: «Ария Рейстлина», «Встреча у Астинуса», «Разговор братьев», «Финальная песня Рейстлина в Бездне», «Конклав магов», «Ария Короля-жреца».
Встает вопрос о выборе главной сюжетной линии. На чём сделать акцент: на отношениях Рейстлина, Крисании и Карамона или внести в сюжет определённую «сверхидею». После долгих дебатов авторы сумели сформировать первое действие («Палантас» и «Истар»), но со вторым («В поисках Врат», «Бездна»), несмотря на обилие вариантов, долго не удавалось определиться. Минимум полтора года заняла переписка соавторов по поводу драматургии второго диска. В итоге первая часть мюзикла представляет собой отдельные песни, уже после объединённые в сюжет, а вторая написана по чёткому сценарному плану.
В течение следующих 10 лет авторы периодически возвращались к работе над мюзиклом. При этом Антон Круглов взял на себя всю работу, связанную с созданием аранжировки, записью вокалистов и музыкантов, сведением звука.
К декабрю 2006 года полностью готова в студийном качестве первая песня будущего мюзикла под названием «Колыбельная». В этом же году к проекту присоединяется Хелависа.
В начале 2007 года в качестве исполнителя роли Короля-жреца утверждён Фёдор Воскресенский.
В октябре 2008 года записываются реплики героев и текст Астинуса, одного из героев мюзикла, повествователя. Рабочее название проекта «Испытание близнецов» меняется на «Последнее испытание». В последних числах декабря первые два действия мюзикла выкладываются на официальном сайте проекта.
В апреле 2009 года в продажу поступают диски с первыми двумя действиями мюзикла. В мае для скачивания выкладывается третья часть. В середине года авторы принимают решение издавать вариант, предполагающий гибель мира (финальная песня «Властелин ничего»). В декабре выкладывается для скачивания заключительная, четвёртая часть мюзикла.
В мае 2010 года в свободный доступ выкладывается так называемый альтернативный финал — неофициальное неиздаваемое продолжение мюзикла. В октябре издаётся второй диск с третьим и четвёртым действиями.
В 2014 году проводится 4 мероприятия, посвящённых мюзиклу:
- 8 февраля — концерт «ПредПоследнее испытание» (видеоверсия — три актёрских состава);
- 12 апреля — премьера спектакля «Последнее испытание».
- 24 мая — второй показ спектакля;
- 15 ноября — третий показ спектакля.

18 апреля 2015 года мюзикл «Последнее Испытание» впервые ставится в постановке режиссёра Полины Меньших (с участием танцевальной студии «Lege artis»)
3 октября 2015 года увидела свет постановка режиссёра Руслана Герасименко, также одного из исполнителей роли Рейстлина. Сначала она выполняла преимущественно функцию гастрольной версии как более мобильная, однако несколько раз была показана и в Москве.
15 октября 2016 года постановка Полины Меньших официально объявлена закрытой. После зтого спектакль Руслана Герасименко остался единственной официальной постановкой мюзикла «Последнее испытание».
Если постановка Меньших деталями апеллировала к книжному первоисточнику и была близка любителям фэнтези, то спектакль Герасименко был максимально оторван от особенностей фэнтези-мира и ориентирован на широкую аудиторию. Он погружал зрителя в атмосферу страшной сказки для взрослых. В постановку вошла дополнительная сцена «Искушение состраданием», а роль Летописца была совмещена с ролью Короля-жреца. Используются проекции, воздушная акробатика.
В 2017 году гастрольная версия постановки Руслана Герасименко была записана в виде фильма-спектакля. Режиссёром выступил Сергей Смолин.
18 мая 2018 года состоялась премьера стационарной постановки мюзикла в Москве, также под режиссурой Руслана Герасименко. Эта постановка отличалась оборудованием сцены масштабными декорациями, а также большим количеством бутафории. Фэнтезийная стилистика переросла в постапокалиптичную. Также был введён новый персонаж — Розамун, мать Рейстлина. Возвращены сцены, которые отсутствовали в гастрольной версии, добавлены некоторые новые сцены. Песня «Победа» была заменена на «Клинок», которая раннее входила в состав альтернативного финала. Была также написана «Песня овражных гномов», но в постановку не вошла, так как слишком отличалась от стилистики всего мюзикла. Роль Даламара, ученика главного героя, стали играть одновременно два актёра, показывая его двуличность и неоднозначность.
В премьерных показах главные роли сыграли известные актёры российских мюзиклов — Андрей Бирин (Рейстлин), Елена Бахтиярова (Крисания), Ростислав Колпаков (Карамон).
19 января 2019 года состоялся юбилейный концерт в честь двадцатилетия мюзикла в сопровождении оркестра театра «Градский Холл». Масштабное шоу почти со всеми составами постановки и исполнителями аудиоверсии прошло на площадке Adrenaline Stadium. Кроме всеми известных хитов, были представлены некоторые «апокрифичесике» композиции, такие как «Блюз Такхизис», «Песня о магии». Также были представлены три новых проекта: рок-опера «Икар» (автор музыки — Антон Круглов), рок-опера «Атлантида» (автор слов —  Елена Ханпира) и рок-опера «Мертвая царевна» (авторы — Сергей Смолин и Руслан Герасименко).
В 2021 году был проведён стрим-концерт «The Last Trial» на Twich-канале с исполнением репертуара фэнтези-мюзикла «Последнее испытание» на английском языке для зарубежного зрителя. Участники — Руслан Герасименко, Дарья Бурлюкало, Павел Стукалов и Александра Каспарова.
12 декабря 2022 года официально была закрыта постановка Руслана Герасименко из-за отказа в продлении лицензии.
В марте 2023 года одновременно два московских театра, «Вита» и «Этериус», выкупив неуникальные лицензии на поставку, ставят мюзикл в своём прочтении. Театр «Вита» взял за основу версию Полины Меньших и наравне с Астинусом ввёл нового персонажа — игрока ДНД, также была расширена роль Суккуба в постановке. Театр «Этериус» взял за основу спектакль Руслана Герасименко с добавлением собственных идей, режиссёром выступила Дарья Январина. Обе постановки отличались минималистичностью декораций, при этом постановка театра «Этериус» шла в сопровождении живого оркестра, который присутствовал на сцене вместе с актёрами.
30 июля 2023 года постановка театра «Этериус» приняла участие в «Фэнтези Фесте» в Тверской области. Осенью также состоялись гастроли театра в городах Сибири.
16 мая 2024 года последний раз была представлена постановка «Последнего испытания» театра «Этериус» от режиссёра Дарьи Январиной.
19 сентября 2024 года вышла новая постановка в режиссуре Василия Заржецкого и продюсированием Михаила Климанова под названием «Новое «Последнее испытание»» в Москве и 30 сентября в Санкт-Петербурге.

## Альтернативный финал
В оригинальном цикле книг будущее ветвится: в одном из вариантов Рейстлин победил Такхизис и всех остальных богов, при этом уничтожив мир, в другом — был вовремя остановлен Карамоном и обрёк себя на заточение в Бездне. Соответственно, мюзикл также имеет два возможных финала, и слушателю самому предлагается решить, какое развитие событий ему ближе.
Официально издаваемой аудиоверсией авторы выбрали эсхатологический вариант. Причиной послужило, в частности, то, что 4 последние песни четвёртого действия складываются в мощный цикл, после которого более слабые треки «хеппи-энда» значительно понижают «градус» восприятия. Кроме того, драматургически «хеппи-энд» сложно представить без Тики Маджере, которую в аудиоверсии уже исключили из первой части, и её появление в четвёртой части было бы нарочитым.
Но отказываться от второй временной ветки авторы не собираются, и треки альтернативного финала выложены на официальном сайте и группе «ВКонтакте» для свободного скачивания.

Мы так постарались уйти от детскости хэппи энда за счёт возвышения фигуры Карамона, его взросления, его выбора, что, конечно, жаль лишать этого героя его звёздного часа, обрубать его линию; жаль лишаться возможности ответить на вопрос, что такое настоящая, зрячая любовь, и что она может совершить. Счастливый финал у нас тоже вышел вполне себе серьёзным и философским.— Елена Ханпира / 

Открытый финал — это художественный приём. Оставление зрителю хотя бы слабой надежды, что у истории может быть продолжение — причём не то, за которым хочется следить, а просто то, на которое можно тихо надеяться, и при этом совсем иное, чем было раньше, другая жизнь — это очень хороший ход. Хотя мне важнее даже показать, чего герои лишились, что они могли и что в них ещё осталось.— Елена Ханпира / 

## Релизы
В течение более чем десятилетней работы над мюзиклом демо-версии песен издавались на следующих дисках:
| Год  | Название альбома                         | Исполнители    | Комментарий | Исполненные песни |
| ---- | ---------------------------------------- | -------------- | --- | --- |
| 1998 | Зиланткон-98                             | VA             | Сборник концертных записей с ролевого фестиваля Зиланткон. Первое исполнение Еленой Ханпирой и Антоном Кругловым трёх песен из будущего мюзикла. Записаны единым файлом под названием «Рейстлин и Крисания». | Ария Рейстлина, Соблазнение, Судьба (11:56) |
| 2000 | Тампль, Финрод-зонг, Испытание близнецов | VA             | Сборник песен из проектов «Финрод-Зонг», «Тампль» и демо «Испытания близнецов», изданный solorecords. | Ария Рейстлина (3:37) Разговор братьев (2:16) Встреча с Крисанией (2:55) Конклав магов (4:51) Ария Короля-Жреца (4:10) Месса (2:17) Финал (4:59) |
| 2000 | A Elbereth Gilthoniel                    | Айрэ и Саруман | Альбом песен по Сильмариллиону, исполненных Антоном и Ириной Кругловыми. 4 демо-песни из «Испытания близнецов» записаны бонусами. Издан Антоном на «Saruman Records».                                        | Ария Рейстлина (3:39) Разговор братьев (2:15) Встреча с Крисанией (2:55) Ария Короля-Жреца (4:39)                                                |
| 2002 | Ближний мой                              | Тол Мириам     | Первый альбом Елены Ханпиры, содержит также 4 бонусных трека из демо-версии «Испытания близнецов». Издан на «Saruman Records».                                                                               | Ария Рейстлина и Разговор братьев (5:58) Конклав (4:54) Ария Короля-жреца (4:47) Месса (1:46)                                                    |
| 2006 | A Elbereth Gilthoniel                    | Айрэ и Саруман | Переиздание альбома 2000 года с немного изменённым трек-листом. Издан на «Перекрёсток Рекордс». | Ария Рейстлина (3:40) |

Помимо изданий на дисках, отдельные демо-версии песен выкладывались в интернет на сайте Антона Круглова: «Ария Чародея» (как «Ария Рейстлина»), «Разговор братьев», «Молитва Крисании» («Благодарю Тебя, Отец…»), «Встреча у Летописца» («Встреча с Крисанией»), «Конклав», «Восторг», «Ария Короля-Жреца», «Месса» («Катаклизм»), «Армия Чародея» (как «Армия Рейстлина»), «О любви» («Дуэт Рейстлина и Такхизис»), «Испытание огнём», «Беги, мой брат» («Финал», «Рейстлин в Бездне»).
Во многих демо-версиях песен текст отличается от окончательного варианта. Кроме того, в ряде случаев изменились исполнители. Так, изначально партию Короля-Жреца исполнял Андрей Веденьев (Диор), а в демо-версии «Конклава» партии всех магов спел Антон Круглов.
На юбилейном концерте в Adrenaline Stadium в 2019 году впервые была представлена «Песня о магии» в исполнении двух Рейстлинов — Антона Круглова и Ярослава Баярунуса.

## Постановка
Народный театр имени Васильевых (г. Благовещенск) спектаклем «Рейстлин. Последнее испытание» на основе мюзикла открыл в 2012 году свой 30-й юбилейный сезон. Впоследствии спектакль был переименован по имени главного героя — «Рейстлин».
12 апреля 2014 года — премьера спектакля.
18, 19 и 20 мая 2018 года — премьера стационарной постановки в Москве в театре «Русская песня» под режиссурой Руслана Герасименко с участием Андрея Бирина, Елены Бахтияровой, Ростислава Колпакова Архивная копия от 23 января 2019 на Wayback Machine, Елены Ханпиры, Веры Зудиной, Сергея Смолина, Александры Штолиной, Фёдора Воскресенского и Олега Зимина. Своё участие в ансамбле принял Ярослав Баярунас.
7 октября 2018 года постановка «Последнее Испытание» приняла участие на Comic-Con Russia, представили её Андрей Бирин, Елена Минина, Ростислав Колпаков и Дарья Бурлюкало, исполнив арии из произведения.
19 января 2019 года — Юбилейный концерт «Последнее испытание. XX лет». Концерт в сопровождении оркестра Градский Холл. Участие приняли Антон Круглов, Елена Ханпира, Руслан Герасименко, Евгений Егоров, Елена Минина, Елена Бахтиярова, Андрей Бирин, Ростислав Колпаков, Роман Сусалев, Фёдор Воскресенский, Ярослав Баярунас, Ирина Круглова, Вера Зудина, Дарья Бурлюкало.

## Отличия мюзикла от книг
Авторы мюзикла изначально не ставили перед собой цель максимально полно изложить сюжет «Трилогии близнецов».

Пьеса будет не о мире Кринна, а о любви — настоящей и фальшивой, о выборе — кем жертвовать — собой — или другими…— Антон Круглов / 

Мы фактически создали свою историю, взяли от исходной книги только центральную сюжетную линию и типажи. Авторы книги не делали такого акцента на теме выбора между властью и любовью и не опровергали известную пословицу: «любовь извиняет всё». Я же считаю, что нам удалось значительно приподнять сюжет в плане драматургии и философии. Нам пришлось сделать из чистого экшена драму: убрать всё, что этому мешало, и усилить те линии сюжета, которые этому способствовали.— Антон Круглов / 

Ни я, ни Антон не ставили задачу: выразить дух этого мира. Нас интересовали вечные, масштабные вопросы, а не специфика книги.
Я не думаю, что изменения, которые мы внесли в сюжет, это недочёты — так можно сказать о случайных огрешностях, а у нас продуманные инверсии. Нравятся они или нет — это уже впечатление зрителя. И не забывайте, это краткая версия мюзикла.— Елена Ханпира / , / 

## Литературные аллюзии
Взяв за основу цикл фэнтези-книг, авторы мюзикла и исполнители ролей наполнили его отсылками к классической литературе, философским и психологическим теориям.
Так, например, в начале работы над проектом авторы не могли прийти к единому мнению о внутреннем мире Рейстлина, к кому будет ближе его типаж: к Раскольникову или Печорину. В итоге персонаж получил отдельные черты обоих, хотя более живой, человечный Раскольников преобладает.

Его [Рейстлина] образ близок к «Раскольникову-Печорину». «Тварь я дрожащая или право имею?» — спрашивает Раскольников. Рейстлин уже не спрашивает, он не сомневается в том, что имеет право на власть, право умного, право могущественного. Он не учитывает в своём уравнении душевные качества (в этом его близость к Печорину), и в результате получает всё и ничего.— Антон Круглов / 
Образ Короля-Жреца в мюзикле также имеет отсылки к творчеству Достоевского:

Это персонаж типа Великого инквизитора, его любовь сводится к стремлению уберечь людей от тягостной для них свободы, а себя и Крисанию он относит к вождям, которые должны пройти последнее искушение Заратустры.— Елена Ханпира / 
Автор либретто Елена Ханпира наделила Такхизис чертами Великой Матери, воплощающей женственность во всех её проявлениях, дарующей и отнимающей жизнь, что особенно ярко видно в песнях «Танго со Смертью» и «Изида под покрывалом». Последняя формой и содержанием отсылает к древнеегипетским гимнам богине Исиде.

Исполняя роль Такхизис, Хелависа привнесла в её образ своё видение:

Она своего рода персонаж из течения «алмазной колесницы» буддизма — своими злыми действиями она подстёгивает других персонажей, и в первую очередь Рейстлина, к самосовершенствованию. Не её вина, что Рейстлин оказался не на уровне.— Наталья О'Шей / 
Алхимические образы намеренно внесены авторами в мюзикл, в частности, алхимическая свадьба прослеживается в сцене открытия Врат («Испытание огнём»).

### Интервью
- Интервью с Антоном Кругловым (2007 г.) на портале shadelynx.com
- Интервью с Антоном Кругловым Архивная копия от 16 июня 2012 на Wayback Machine на проекте ХайВей (2009 г.)
- Интервью с Еленой Ханпирой (недоступная ссылка) на портале allfolk.ru
- Запись эфира программы «Большая Лаборатория» 26.01.2009. Презентация 1-го диска мюзикла (52 мин.)
- STAIRWAY. Последнее Испытание Хроники #2: О фэнтези в театре. YouTube (8 августа 2016). Дата обращения: 30 октября 2024.
- Евгений Аксёнов: «Не люблю работать с дураками» // Звёзды мюзикла : интернет-портал. — 2017. — 27 март.
- Варвара Трошагина. Руслан Герасименко: «Я очень долго искал Рейстлина…» // MuseCube : интернет-портал. — 2018. — 30 январь. Архивировано 22 января 2019 года.
- Варвара Трошагина. Вера Зудина: «В первую очередь я воспринимала Такхизис как женщину – мудрую, самодостаточную, сильную…» // MuseCube : интернет-портал. — 2018. — 1 февраль. Архивировано 22 января 2019 года.
- Ирина Никифорова. Сергей Смолин: «Жанр фэнтези нашел меня сам…» // MuseCube : интернет-портал. — 2018. — 1 февраль. Архивировано 22 января 2019 года.
- Ирина Никифорова. Елена Ханпира: «Сначала тобой движет интерес и вдохновение, а когда вдохновение иссякает, идти вперед заставляет сила воли…» // MuseCube : интернет-портал. — 2018. — 1 февраль. Архивировано 22 января 2019 года.
- Татьяна Лупанова. Фёдор Воскресенский: «Я счастлив, что продолжаю себя там, где чувствую себя живым…» // MuseCube : интернет-портал. — 2018. — 2 февраль. Архивировано 22 января 2019 года.
- Лера Шульц. Ростислав Колпаков: «Нам не хватает сказки…» // MuseCube : интернет-портал. — 2018. — 5 февраль. Архивировано 22 января 2019 года.
- Дарья Яровая. Елена Бахтиярова: "Мюзикл «Последнее испытание» - это совершенно другой мир!" // Типичная Москва : интернет-портал. — 2018. — 2 март. Архивировано 22 января 2019 года.
- By Faust. Интервью с Антоном Кругловым. YouTube (31 июля 2018). Дата обращения: 30 октября 2024.
- Мария Севальникова. Андрей Бирин: «Мой голос подходит для исполнения рок-вещей» // Роккульт.ру : интернет-портал. — 2018. — 6 октябрь.
- Дарья Яровая. Интервью. Елена Бахтиярова // Типичная Москва : интернет-портал. — 2018. — 15 октябрь. Архивировано 22 января 2019 года.
- Екатерина Спицына. Интервью с Сергеем Смолиным, художественным руководителем мюзикла, собравшего на краудфандинге 500 000 рублей за 3 дня // Театр to Go : интернет-портал. — 2020. — 26 ноябрь.
- Musical Universe. Руслан Герасименко - ввод артистов в Последнее Испытание, театральные премии 2020 и "голубой огонек". YouTube (26 декабря 2020). Дата обращения: 30 октября 2024.

### Рецензии
- Рецензия на 1-й диск на портале shadelynx.com (Олег Metaloleg Бобрик) [неавторитетный источник]
- Рецензия на 1-й диск на портале shadelynx.com (Алёна Гаспарян)[неавторитетный источник]
- Рецензия на 2-й диск на портале shadelynx.com (Олег Metaloleg Бобрик) [неавторитетный источник]
- Рецензия на мюзикл на портале shadelynx.com (Ольга Костылева) [неавторитетный источник]
- Скан интервью с создателями мюзикла в журнале Rockcor № 2 2010 г. Стр.1Стр.2